# فرزاد بیشاپ
فرزاد بیشاپ (به انگلیسی: Farzad Bishop) نویسنده و آنالیزور مشهور هوانوردی است که دارای اصلیت ایرانی می‌باشد که سال‌های بسیاری را صرف پژوهش نیروهای هوایی کشورهای خاورمیانه و کشمکش‌های این منطقه نموده‌است. مقاله‌ها و مشاهدات او در ژورنال‌های هوانوردی نظامی بین‌المللی و ایرانی به چاپ رسیده‌است. او به ویژه پژوهش گسترده‌ای دربارهٔ جنگ ایران و عراق نموده و در این راستا با افراد بسیاری که خود درگیر این جنگ بوده‌اند گفتگو نموده‌است.